# Falcatifolium taxoides
Falcatifolium taxoides ist eine als Strauch oder kleiner Baum wachsende Konifere aus der Gattung Falcatifolium in der Familie der Steineibengewächse (Podocarpaceae). Das natürliche Verbreitungsgebiet der Art liegt auf Grande Terre, der Hauptinsel von Neukaledonien. Sie wird in der Roten Liste der IUCN als nicht gefährdet geführt. Die Art ist der einzige Wirt von Parasitaxus usta, der einzigen parasitisch wachsenden Konifere.

## Beschreibung

### Erscheinungsbild
Falcatifolium taxoides wächst als immergrüner, 2 bis 15 Meter hoher Strauch oder kleiner Baum. Der Stamm der Bäume erreicht einen maximalen Durchmesser von etwa 25 Zentimetern (Brusthöhendurchmesser). Die Stammborke ist braun, unter Witterungseinfluss grau, glatt, nur auf dicken Stämmen rau und blättert nur wenig ab. Die Baumkrone ist bei in Wäldern unter der Kronenschicht wachsenden Exemplaren offen und wenig dicht, bei frei stehenden Bäumen und Sträuchern etwas dichter.

### Blätter
Man kann zwei Arten von Blättern unterschieden: Schuppenblätter und Laubblätter. Die Schuppenblätter wachsen an den Haupttrieben und an der Basis seitlicher Triebe mehr oder weniger angedrückt. Sie sind pfriemförmig bis schmal lanzettlich, 2 bis 3 Millimeter lang und etwa 1 Millimeter breit und entwickeln sich manchmal zu kleinen Laubblättern weiter. Die ersten Laubblätter an Sämlingen sind beinahe linealisch, gestielt, 12 bis 20 Millimeter lang und etwa 1,5 Millimeter breit und unterseits stark gekielt. Sie sind anfangs rosafarben und weiß bereift und später auf beiden Seiten hellgrün. Sie werden bald von den Blättern ausgewachsener Bäume ersetzt. Diese sind an der Basis sichelförmig gebogen, sonst mehr oder weniger gerade oder gebogen, eiförmig länglich, auch an einem Zweig sehr unterschiedlich in der Größe, 0,8 bis 2,5 Zentimeter lang und 3 bis 6 Millimeter breit, mehr oder weniger gestielt und nach der Hälfte langsam zur spitzen oder stumpfen Spitze hin auslaufend. Die Mittelrippe ist auf beiden Seiten erhöht oder undeutlich ausgebildet. Auf beiden Seiten des Blattes werden zahlreiche linienartige, unterbrochene Spaltöffnungsstreifen gebildet, die von der Basis bis zur Spitze reichen.

### Zapfen und Samen
Die Pollenzapfen wachsen häufig zu zweit oder zu dritt an achselständigen, manchmal auch endständigen, schuppigen Kurztrieben. Sie sind 1,5 bis 2,5 Zentimeter lang bei einem Durchmesser von 1,5 bis 2 Millimetern. Die Mikrosporophylle haben zwei gelbe Pollensäcke und darüber eine zugespitzte Spitze.
Die Samenzapfen wachsen einzeln an achselständigen Kurztrieben mit zugespitzten Schuppenblättern. Je Zapfen werden zehn bis zwölf Schuppen mit gegenüberliegenden, verlängerten Deckschuppen gebildet. Das Podocarpium schwillt bis zur Reife hin auf eine Länge von 20 Millimetern und einen Durchmesser von 8 Millimetern an, wird sukkulent und färbt sich hellrot. Je Zapfen reift nur ein eiförmiger, schief nahe der Spitze wachsender, leicht abgeflachter, 6 bis 7 Millimeter langer und 3 bis 4 Millimeter breiter Same, der seitlich zwei Grate zeigt. Die Samen sind anfangs rötlich und färben sich bei Reife dunkelbraun.

## Verbreitung und Ökologie
Das natürliche Verbreitungsgebiet liegt in Neukaledonien auf Grande Terre. Dort wächst die Art häufig im Unterholz feuchter, montaner Wälder vom Hügelland im Süden der Insel bis auf den Gipfeln der höchsten Berge in Höhen von 400 bis etwa 1400 Metern oder mehr. Das Verbreitungsgebiet wird der Winterhärtezone 10 zugerechnet mit mittleren jährlichen Minimaltemperaturen zwischen −1,1 und +4,4 Grad Celsius (30 bis 40 Grad Fahrenheit). Der Untergrund besteht aus ultramafischem Gestein der Serpentingruppe sowie aus sauren, metamorphen Gesteinen (Glimmerschiefer). Man findet sie zusammen mit Araucaria montana, Araucaria laubenfelsii, Araucaria humboldtensis, am Mont Panié mit Agathis montana und mit Laubbäumen wie beispielsweise Vertretern der Mahagonigewächse (Meliaceae). Die großen, sukkulenten, roten Samenzapfen werden von Vögeln gefressen, die so den Samen verbreiten.
Die Art ist der einzige Wirt der einzigen bekannten parasitären Konifere Parasitaxus usta. Diese wächst als kleiner Strauch oder kleiner Baum an den Wurzeln von Falcatifolium taxoides. Wie sich der Parasit auf das Wachstum und die Vermehrung von Falcatifolium taxoides auswirkt, ist jedoch ungeklärt.

## Gefährdung und Schutz
In der Roten Liste der IUCN wird Falcatifolium taxoides als nicht gefährdet („Least Concern“) geführt. Die Art ist auf Grande Terre weitverbreitet und obwohl einige Gebiete durch den Bergbau und durch Waldbrände beeinträchtigt sind, gibt es keine Anzeichen eines Rückgangs der Bestände. Teile des Verbreitungsgebiets sind geschützt, so das Gebiet um den Montagne des Sources und dem Mont Panié.

## Systematik und Etymologie
Falcatifolium taxoides ist eine Art aus der Gattung Falcatifolium, die zur Familie der Steineibengewächse (Podocarpaceae) gezählt wird. Sie wurde 1868 von Adolphe Brongniart und Jean Antoine Arthur Gris im Bulletin de la Société Botanique de France als Dacrydium taxoides (Basionym) erstbeschrieben und damit den Harzeiben (Dacrydium) zugeordnet. David John de Laubenfels stellte sie 1969 im Journal of the Arnold Arboretum in die neu aufgestellte Gattung Falcatifolium. Weitere Synonyme sind Nageia taxoides (Brongn. & Gris) Kuntze, Pinus falciformis Parl. und Podocarpus taxodioides Carrière. Der nächste Verwandte von Falcatifolium taxoides ist die auf Neuguinea heimische Art Falcatifolium papuanum.
Der Gattungsname Falcatifolium leitet sich von lateinisch falcis „Sichel“ und folia „Blatt“ ab und verweist damit auf die sichelartig gebogenen Blätter. Das Artepitheton taxoides verweist auf die Ähnlichkeit der Belaubung mit jener der Eibe (Taxus).

## Verwendung
Das Holz von Falcatifolium taxoides wird nicht genutzt und es ist auch keine andere Nutzung der Art bekannt. Sie wird auch nur in wenigen botanischen Gärten kultiviert.